# Luiste
Luiste – wieś w Estonii, prowincji Rapla, w gminie Märjamaa.